# Hilario Durán
Hilario Durán (nacido en 1953 en La Habana) es un pianista de jazz cubano-canadiense.
Durán estudió en el Conservatorio Amadeo Roldán  en La Habana, donde estudió tumbao con Evaristo Aparicio, composición y dirección con German Pifferrer y orquestación con Guillermo Barreto. En los años 70, formó un grupo llamado Los D'Siempre, que fusionaba elementos tradicionales cubanos con los del jazz moderno. Formó parte de la banda de Arturo Sandoval  de 1981 a 1990. También trabajó con la United Nation Orchestra de Dizzy Gillespie y con Michel Legrand. En 1990 formó un nuevo grupo Perspectiva, y realizó una gira por Centroamérica y Europa. A partir de 1995 trabajó como artista en solitario en Toronto, Canadá, y ha colaborado a lo largo de su carrera con artistas de la categoría de Tata Güines, Changuito, Horacio "El Negro" Hernández, Jorge Reyes, Roberto Occhipinti, Larry Cramer, John Patitucci, Michael Brecker, Regina Carter, Dave Valentín, Juan Pablo Torres, John Benítez, Dafnis Prieto, Hugh Pantano, Carlos "Patato" Valdés, Lenny Andrade, Quartetto Gelato, Jane Bunnett y el Gryphon Trío.
Durán fue nominado a los premios Juno en 2002, 2005, 2006 y 2007, ganando en 2005 por Nuevo Danzón, y en 2007 por From The Heart, este álbum también fue nominado a los premios Grammy.

## Discografía
- Habana 9 P.M. (Areito, 1978)
- Francisco's Song (Justin Time, 1996)
- Killer Tumbao (Justin Time, 1997)
- Havana Flute Summit (Naxos Jazz, 1997)
- Habana Nocturna (Justin Time, 1999)
- Havana Remembered (Avalon Music, 2002)
- New Danzon (Alma Records, 2005)
- Encuentro en La Habana (Alma, 2006)
- From the Heart (Alma, 2006)
- Motion (Alma, 2010)
- Cuban Rhapsody (Alma, 2011) con Jane Bunnett
- Christmas Salsa (Avalon, 2013)
- Contumbao (Alma, 2017)[2]
- The Cuban (Alma, 2019)